# Михальцево (Ярославский район)
Михальцево — деревня Ивняковского сельского поселения Ярославского района Ярославской области.

## География
Расположена на правом берегу реки Шепелюха в 300 метрах место впадения в неё реки Колбы. С противоположного берега деревни Большая Поповка и с левого берега Колбы — Пестово. С севера деревня окружена рекой, с других сторон лесом.

## История
В 2006 году деревня вошла в состав Ивняковского сельского поселения образованного в результате слияния Ивняковского и Бекреневского сельсоветов.

## Население
| 2007 | 2010 |
| ---- | ---- |
| 3    | ↗4   |

### Историческая численность населения
По состоянию на 1859 год в деревне было 4 дома и проживало 34 человека.
По состоянию на 1989 год в деревне проживало 14 человек.

### Национальный и гендерный состав
Согласно результатам переписи 2002 года, в национальной структуре населения русские составляли 100 % из 5 чел., из них 2 мужчин, 3 женщин.
Согласно результатам переписи 2010 года население составляют 2 мужчины и 2 женщины.

## Инфраструктура
Основа экономики — личное подсобное хозяйство. По состоянию на 2021 год большинство домов используется жителями для постоянного проживания и проживания в летний период. Вода добывается жителями из личных колодцев. Имеется таксофон (около дома №1).
Единственная улица — Цветочная.
Почтовое отделение №150509, расположенное в деревне Дорожаево, на март 2022 года обслуживает в деревне 16 домов.

## Транспорт
Поворот на деревню с дороги «Ярославль-Углич» в районе деревни Дорожаево на дорогу «Ярославль-Углич — д. Михальцево», на пути встретится деревня Большая Поповка.